# 亚磷酸二甲酯
亚磷酸二甲酯是一种有机磷化合物，化学式 (CH3O)2P(O)H。它是一种试剂，可以用来制备其它有机磷化合物。它有一根高反应性的 P-H键。这种分子是四面体形分子构型的，为无色液体。

## 制备
亚磷酸二甲酯可以由三氯化磷被甲醇或甲醇钠甲基化而成。它也可以由亚磷酸二乙酯在甲醇中加热而成。